# The Last of Mrs. Cheyney (1929)
The Last of Mrs. Cheyney ist eine US-amerikanische Filmadaption des gleichnamigen Theaterstücks von Frederick Lonsdale aus dem Jahr 1929 mit Norma Shearer und Basil Rathbone unter der Regie von Sidney Franklin.

## Handlung
Auf dem herrschaftlichen Landsitz von Lord Francis Kelton trifft der Playboy Lord Arthur Dilling auf die geheimnisvolle Fay Cheyney, eine reiche Witwe aus Amerika. Mrs. Cheyney ist in den höchsten Gesellschaftskreisen ein gern gesehener Gast, der durch Witz, Charme und Esprit alle zu bezaubern vermag. Auf Einladung der sagenhaft reichen Herzogin von Ebely, der Tante von Lord Arthur, verbringt Mrs. Cheyney das Wochenende gemeinsam mit Arthur. Was dieser jedoch nicht weiß: Fay ist in Wirklichkeit eine Trickbetrügerin, die es auf die Juwelen der Herzogin abgesehen hat. Während des Wochenendes geht der Plan von Mrs. Cheyney allerdings gründlich schief und sie findet sich am Ende einem verliebten Arthur gegenüber, der sie heiraten will.
Die Dinge verkomplizieren sich noch mehr durch das Auftauchen von Charles, dem Vertrauten von Fay Cheyney. Schließlich überrascht Arthurs Fay mit dem Schmuck seiner Tante in der Hand. Er erpresst Fay mit seinem Wissen und verlangt von ihr eine romantische Liebesnacht. Entrüstet lehnt Fay ab. Sie geht stattdessen in die Offensive und beichtet den übrigen Gästen ihr Geheimnis. Am Ende der noch zahlreichen Verwicklungen einigen sich die Beteiligten darüber, den Vorfall nicht weiter zu verfolgen. Mittlerweile hat auch Fay entdeckt, dass sie nicht Charles, sondern Lord Arthur liebt. Der Film endet mit der Hochzeit der beiden.

## Hintergrund
Das Studio verfilmte die Vorlage noch zweimal. 1937 mit Joan Crawford, William Powell und Robert Montgomery ebenfalls als The Last of Mrs. Cheyney sowie 1952 unter dem Titel The Law and the Lady mit Greer Garson. Beide Versionen waren finanzielle Reinfälle. 1961 entstand mit Frau Cheneys Ende eine deutschsprachige Verfilmung.

## Kinoauswertung
Die Produktionskosten beliefen sich am Ende auf 569.000 US-Dollar und machten aus dem Film eine teure Produktion, was jedoch dem Prestige von Norma Shearer als Ehefrau des Produktionschefs entsprach. An der Kinokasse erwies sich der Film als mäßig erfolgreich und spielte mit 644000 US-Dollar weniger Geld als die vorherigen Filme der Schauspielerin ein. Bei relativ hohen Auslandseinnahmen von 477.000 US-Dollar und einem kumulierten Gesamtergebnis von 1.121.000 US-Dollar belief sich für das Studio am Ende der Gewinn auf vergleichsweise magere 126.000 US-Dollar.

## Auszeichnungen
The Last of Mrs. Cheyney erhielt bei der Oscarverleihung 1930 (April) eine Nominierung in der Kategorie 
- Beste Drehbuch (Hans Kraly)